# If You're Out There
If You're Out There é uma música do cantor americano John Legend, segundo single do álbum Evolver, de 2008. A música foi inspirada na campanha presidencial de Barack Obama. A letra também tem inspiração em uma frase de Mahatma Gandhi, "Seja a mudança que você quer ver no mundo", no verso seguinte, "Nós não precisamos esperar pelo destino, nós podemos ser a mudança que queremos ver no mundo".

## Desempenho nas paradas
| Top (2008)                                                    | Melhor posição |
| ------------------------------------------------------------- | -------------- |
| Países Baixos - Singles Chart                                 | 41             |
| Estados Unidos - Billboard Hot 100                            | 10             |
| Estados Unidos - Billboard Bubbling Under R&B/Hip-Hop Singles | 6              |
| Reino Unido - Singles Chart                                   | 135            |